# یان همر
یان همر (به چکی: Jan Hammer) (زادهٔ ۱۷ آوریل ۱۹۴۸ در پراگ) یک آهنگساز، پیانیست، و کیبوردیست چکی‌الاصل تبعهٔ آمریکا است. او فعّالیّت حرفه‌ای خود را در اوایل دههٔ ۱۹۷۰ با نواختن کیبورد در ماهاویشنو ارکسترا آغاز کرد.
 مدّتی بعد به ساخت موسیقی فیلم روی آورد و با آثاری همچون "Miami Vice Theme" و "Crockett's Theme" که برای برنامهٔ پرطرفدار میامی وایس ساخته‌شدند، به شهرت و موفّقیّت رسید.